# Белоглинка (Северо-Казахстанская область)
Белоглинка (каз. Белоглинка) — село в районе Шал акына Северо-Казахстанской области Казахстана. Входит в состав Новопокровского сельского округа. Код КАТО — 595643300.

## География
Расположено около озера «Малый Тарангул».

## Население
В 1999 году население села составляло 256 человек (129 мужчин и 127 женщин). По данным переписи 2009 года, в селе проживало 145 человек (57 мужчин и 88 женщин).